# Ralph Bloet (Adliger, † 1199)
Ralph Bloet (auch Ralph III Bloet) († vor 29. September 1199) war ein anglonormannischer Adliger.

## Leben
Ralph Bloet entstammte der Familie Bloet, einer Familie des niederen Adels mit Besitzungen in Südwestengland und den Welsh Marches. Er wurde um 1157 Haupterbe seines gleichnamigen Vaters Ralph II Bloet und erbte neben Ländereien in der südostwalisischen Herrschaft Striguil Güter in Hampshire, Somerset, Wiltshire und Gloucestershire. Als wichtigster Vasall der Herrschaft Striguil unterstützte er zusammen mit seinem jüngeren Bruder Walter Bloet Richard de Clare, den Lord of Striguil bei der Eroberung der irischen Herrschaft Leinster. 1171 gehörte er zum Rat von Clare in Waterford. Nach dem Tod von Clare 1176 wurde er zusammen mit seinem jüngeren Bruder William Verwalter von Striguil und von Chepstow Castle. Dieses Amt behielt er bis Michaelis 1188. Bloet blieb auch unter William Marshal, der die Clare-Erbin Isabel geheiratet hatte, dessen wichtigster Vasall in Striguil und bezeugte 1189 dessen Urkunden. Er starb Anfang 1199. Er machte Stiftungen zugunsten von Godstow Abbey, wo eine Schwester von ihm Nonne war.
Bloet hatte Nest, eine Tochter von Iorwerth ab Owain, dem walisischen Fürsten von Caerleon geheiratet. Sie war um 1175 eine Geliebte des englischen Königs Heinrich II., mit dem sie einen Sohn, Morgan hatte. Morgan wuchs im Haushalt von Bloet auf. Mit Nest hatte er mehrere Kinder, darunter:
- Ralph Bloet († 1241/1242);
- Thomas Bloet († zwischen 1211 und 1215);
- Roland Bloet († 1217);
- William Bloet († nach 1261);
- Petronilla Bloet ⚭ Diarmait Mac Carthaig, König von Desmond.[1]

Sein Erbe wurde sein ältester Sohn Ralph, während dessen Minderjährigkeit sein jüngerer Bruder Robert die Verwaltung der Güter übernahm.